# ريتشارد أرميتاج
ريتشارد أرميتاج (بالإنجليزية: Richard Armitage)‏ دبلوماسي أمريكي ونائب وزير الخارجية الأمريكي. كان أرميتاج واحد من المحافظين الجدد أو الصقور في حكومة الرئيس الأمريكي جورج بوش الابن.

## روابط خارجية
- ريتشارد ارميتاج على موقع مونزينجر (الألمانية)
- ريتشارد ارميتاج على موقع إن إن دي بي (الإنجليزية)